# 全国産業資源循環連合会
公益社団法人全国産業資源循環連合会（ぜんこくさんぎょうしげんじゅんかんれんごうかい、Federation of Industrial Waste Management and Recycling Associations）は、公益社団法人。

## 概要
- 所在：東京都港区六本木三丁目1番17号 第2ABビル4階
- 会長（代表理事）：永井良一
- 専務理事（業務執行理事）：森谷賢

## 沿革
- 1978年 - 全国産業廃棄物連合会として設立。
- 1985年 - 厚生大臣の許可を受け、社団法人全国産業廃棄物連合会として社団法人化。
- 2011年 - 公益法人制度改革により、公益社団法人に改組。
- 2018年 - 公益社団法人全国産業資源循環連合会に名称変更。